# Прототипирование
Прототипи́рование (англ. prototyping от др.-греч. πρῶτος — первый и τύπος — отпечаток, оттиск; первообраз) — быстрая «черновая» реализация базовой функциональности будущего продукта/изделия, для анализа работы системы в целом.
На этапе прототипирования малыми усилиями создаётся работающая система (возможно неэффективно, с ошибками, и не в полной мере). Во время прототипирования видна более детальная картина устройства системы.
Используется в машиностроении и приборостроении, программировании и во многих других областях техники; как правило, прототип становится приложением к техническому заданию.
Прототипирование не обязательно выполняется в рамках тех же технологий, что и разрабатываемая система.
Прототипирование, по мнению некоторых разработчиков, является самым важным этапом разработки. После этапа прототипирования обязательно следуют этапы пересмотра архитектуры системы, разработки, реализации и тестирования конечного продукта.

## Виды прототипов
Существует четыре основных вида прототипов, между собой они различаются на основе сферы применения модели, для которой делается прототип:
1. Промышленные прототипы. Обычно они называются мастер-моделью[источник не указан 1776 дней] (например, в микроэлектронике — «инженерный образец»), или мастер-формой (в технологиях литья по выплавляемым моделям)[1].
2. Архитектурные презентационные макеты города, дома или отдельной комнаты (см. архитектура).
3. Транспортные — прототипы любого транспортного средства (автомобиль, корабль, самолёт и т. д.).
4. Товарный прототип — модель товара, которую используют для выставок и презентаций.

## Процесс создания прототипа
Процесс создания прототипа состоит из четырёх шагов:
1. Определение начальных требований.
2. Разработки первого варианта прототипа (в ПО, например, — который содержит только пользовательский интерфейс системы, см. Прототипирование программного обеспечения).
3. Этап изучения прототипа заказчиком и конечным пользователем. Получение обратной связи о необходимых изменениях и дополнениях.
4. Переработка прототипа с учётом полученных замечаний и предложений.

Качества, которыми должен обладать эффективный прототип:
- Этап создания прототипа не должен быть затяжным.
- Эффективные прототипы являются одноразовыми. Они предназначены для того чтобы донести идею до заинтересованного лица. После того как идея была донесена, прототип может быть отвергнут.
- Эффективные прототипы являются сфокусированными, это означает что следует обращать внимание на сложные части при создании прототипов. Необходимо найти шаблонные взаимодействия, которые давно известны в теории юзабилити.
- Необходимо обращать внимание на элементы взаимодействия, которые принесут пользу вашему продукту.

## Прототипирование программных продуктов и компьютерных систем
Термин «прототипирование» активно используется в индустрии компьютерных систем (в английском языке используется термин «Software Prototyping»).
Прототипирование в разработке программного обеспечения является важным этапом в жизненном цикле программного обеспечения.
Для прототипирования компьютерных (программных) систем чаще используют языки программирования высокого уровня абстракции (напр., Java, Perl, Python, Haskell) и специализированные инструменты прототипирования (напр., Axure RP, Microsoft Expression Blend и пр.).
После рассмотрения прототипа, при окончательной реализации решения обычно пишут более аккуратный, документированный код, а на тестирование и отладку системы тратят сравнительно большое количество усилий. На этапе прототипирования выявляются важные архитектурные ошибки, вносятся поправки в интерфейсы модулей системы и перераспределяется функциональность между модулями системы.